# Ilija Djakow
Ilija Djakow (bułg. Илия Дяков, ur. 28 września 1963 w Dobriczu) – piłkarz bułgarski grający na pozycji obrońcy. W swojej karierze rozegrał 5 meczów w reprezentacji Bułgarii.

## Kariera klubowa
Karierę piłkarską Djakow rozpoczynał w klubie Dobrudża Dobricz. W 1983 roku awansował do kadry pierwszej drużyny i w sezonie 1983/1984 zadebiutował w jego barwach w drugiej lidze bułgarskiej. W 1986 roku przeszedł do pierwszoligowego CSKA Sofia, z którym w sezonie 1986/1987 wywalczył mistrzostwo Bułgarii. W 1987 roku wrócił do Dobrudży, a w 1989 roku odszedł z niej do Slawii Sofia. W sezonie 1989/1990 wywalczył ze Slawią wicemistrzostwo Bułgarii. W 1992 roku zakończył w Slawii swoją karierę.

## Kariera reprezentacyjna
W reprezentacji Bułgarii Djakow zadebiutował 4 września 1985 roku w przegranym 0:1 towarzyskim meczu z Holandią. W 1986 roku został powołany przez selekcjonera Iwana Wucowa do kadry na Mistrzostwa Świata 1986. Na tym turnieju był rezerwowym i nie rozegrał żadnego spotkania. Od 1985 do 1986 roku rozegrał w kadrze narodowej 5 meczów.